# Црна шкорпија
Црна шкорпија или црни шкорпион (лат. Androctonus crassicauda), врста је шкорпиона која насељава северну Африку и Блиски исток.

## Опис
Црна шкорпија (Androctonus crassicauda) је пустињска врста, присутна у Старом свету. Боја одраслих јединки може бити светло смеђа, црвенкаста или смеђкасто-црна. Достиже дужину од преко 10 cm.

## Распрострањеност и станиште
Најприсутнија је у палеарктичкој зони. Уобичајена је врста у азијским земљама Израелу, Саудијској Арабији, Кувајту, Катару, Ираку, Ирану и Турској, као и у земљама Северне Африке. Станиште врсте су рушевине старих грађевина. Током Заливског рата веровало се да представља опасност по америчке војнике, иако није агресивна и нису постојали случајеви да је црна шкорпија убола неког војника. Такође је присутна на границама пустиња (сушни и полусушни предели).

## Понашање
Ноћна је врста шкорпиона, дању се скрива у пукотинама и испод предмета, а ноћу лови инсекте и друге бескичмењаке или мале гуштере.

## Отров
Отров највећим делом садржи неуротоксине, кардиотоксине и могуће миотоксине, последице убода могу бити локални ефекти као што су интензиван бол, црвенило и оток; док системски ефекти укључују срчане сметње, унутрашње крварење, поремећај вида и респираторне проблеме, до смрти углавном долази због застоја дисања, отказивања срца (срчане инсуфицијенције) и шока. Смртоносна доза (LD50) код ове врсте је 0,08 mg/kg (IV) и 0,40 mg/kg (SC).

## Противотров
Противотров произведен од ове врсте користи се у Турској за лечење свих убода шкорпиона од 1942. године.